# Magnistipula multinervia
Magnistipula multinervia är en art av tvåhjärtbladiga växter.
Denna växt är endast känd från Korup nationalparken i sydvästra Kamerun. Den hittas vid cirka 100 meter över havet. Arten ingår i tropiska regnskogar som domineras av träd från familjen Caesalpinioideae.
Utbredningsområdet uppskattas med 155 hektar. Vid en undersökning under tidigar 2010-talet hittades endast fyra könsmogna exemplar. IUCN listar arten som akut hotad (CR).